# 何国锋
何国锋（1975年—），艺名小河，中国大陆另类民谣歌手。1975年出生于河北邯郸，是家里的第三个儿子，曾经梦想成为一个画家。

## 个人经历
1992年，离开家乡进入部队。1995年，为了梦想来到北京。来到北京之后的音乐之路并没有他想象得顺利，他做过琴行的工作人员、保安和保洁员。1999年，他组建了美好药店乐队，并担任主唱。
2002年，他签约摩登天空下属的Badhead厂牌，录制发行了个人专辑《飞的高的鸟不落在跑不快的牛的背上》，这也是他的第一张个人专辑。专辑曲目包括《SoMaHang》、《郭龙所指的那首日本歌》、《飞的高的鸟不落在跑不快的牛的背上》、《那不是我的名字》、《丢失了梦的清晨》等歌曲，整张专辑突显了他所独创的民谣风格。
2009年，发行了专辑《身份的表演》，这是一张他的个人双CD唱片，所包含的另一张CD是《一个人的交响》，所收录的歌曲再一次证明了他所具有的实验性与先锋性。他对中国民谣以及中国音乐，有着特别的含义。

## 发行专辑
个人专辑《飞的高的鸟不落在跑不快的牛的背上》
个人双CD唱片《身份的表演》《一个人的交响》

## 获得奖项
2009年，由他担任主唱的美好药店乐队，获得第九届华语音乐传媒奖最佳乐队，并接受《南方都市报》的采访。